# ثيوم
الثيوم أو الجليل وأحيانا الثُّمَام (وهذا غير محبذ لأن هناك جنسا آخر باسم الثمام) جنس نباتي عشبي ينتمي إلى الفصيلة النجيلية.

## أنواعه
من أنواعه:
- الثيوم الأغبر (باللاتينية: Pennisetum glaucum).
- الثيوم الخفي (باللاتينية: Pennisetum clandestinum)
- ثيوم أرجواني (باللاتينية: Pennisetum purpureum)
- ثيوم زيندي (باللاتينية: Pennisetum pedicellatum)
- ثيوم سبط (باللاتينية: Pennisetum divisum)
- ثُمَام صوفي (باللاتينية: Pennisetum villosum)
- ثُمام ياباني (باللاتينية: Pennisetum japonicum)
- ثيوم شائك (باللاتينية: Pennisetum setaceum)